# Federação Maximalista Portuguesa
A Federação Maximalista Portuguesa (FMP) foi um movimento revolucionário de inspiração bolchevista, fundado no dia 27 de abril de 1919, em Lisboa. Foi inspirado pela Revolução Russa de 1917, especialmente pela fação bolchevique e pela ditadura do proletariado como fase intermédia para atingir a sociedade comunista anarquista. 

## História
Esta organização, composta maioritariamente por anarquistas, sindicalistas revolucionários e a ala esquerda do Partido Socialista Português, foi um dos movimentos que levou à fundação do Partido Comunista Português. Uma das principais figuras da organização foi Manuel Ribeiro, diretor do semanário Bandeira Vermelha. Já no princípio dos anos 10 do século XX, os dois sindicalistas revolucionários, opuseram-se ao anarquismo purista em defesa da posição de Georges Sorel quanto à capacidade do sindicato, por si só, conseguir à tão ambicionada revolução. Contudo, eles nunca deixaram de se afirmar como anarquistas, para os maximalistas o "'exército proletariano de homens conscientes' é a única arma contra a burguesia para que o ideal do 'anarquismo opere nas massas' e para que o sindicalismo possa organizar a economia".
No n.º2 do semanário Bandeira Vermelha, os maximalistas lançam um programa para a reorganização social, em que fazem um esboço da futura sociedade maximalista. A primeira medida a tomar seria a abolição da propriedade privada e o direito de produção e de consumo para todos. As suas outras propostas   passavam pela "abolição das heranças, extinção dos impostos, supressão da dívida pública, extinção da prostituição, gratuitidade na assistência médica, proibição da venda de bebidas alcoólicas, abolição dos jogos de azar e implementação da liberdade religiosa e de exercício de culto" 
Apesar de não ser possível precisar um número exato de militantes, os núcleos maximalistas encontravam-se disseminados um por todo o país e existiam correspondentes do seu semanário A Bandeira Vermelha, em quase todos os distritos do país. No dia 5 de outubro de 1919, a FMP foi lançou a sua publicação semanal, a Bandeira Vermelha, um jornal que se tornou muito popular entre as classes trabalhadoras portuguesas chegando mesmo a atingir uma tiragem de 6.000 jornais.
|                        | Lisboa | Porto | Coimbra | Madeira | Faro | Viana do Castelo | Braga |
| ---------------------- | ------ | ----- | ------- | ------- | ---- | ---------------- | ----- |
| Conselhos Maximalistas | 28     | 1     | 1       | 1       |      |                  |       |
| Centro Comunista       | 1      | 1     |         |         | 1    | 1                |       |
| Grupos Comunistas      |        | 3     |         |         |      |                  | 1     |

### Citações
1. 1 2  Pina 2019, p. 86.
2. 1 2  Pina, André (2018). A Federação Maximalista Portuguesa e a sociogénese do Partido Comunista Português. Porto: Faculdade de Letras da Universidade do Porto
3. ↑  Pina 2019, p. 102.